# Else Alfelt
Else Alfelt, född  16 september 1910 i Köpenhamn, död 9 augusti 1974, var en dansk bildkonstnär som på 1930-talet var en av de första och mest framträdande representanterna för den abstrakta konsten i Danmark.

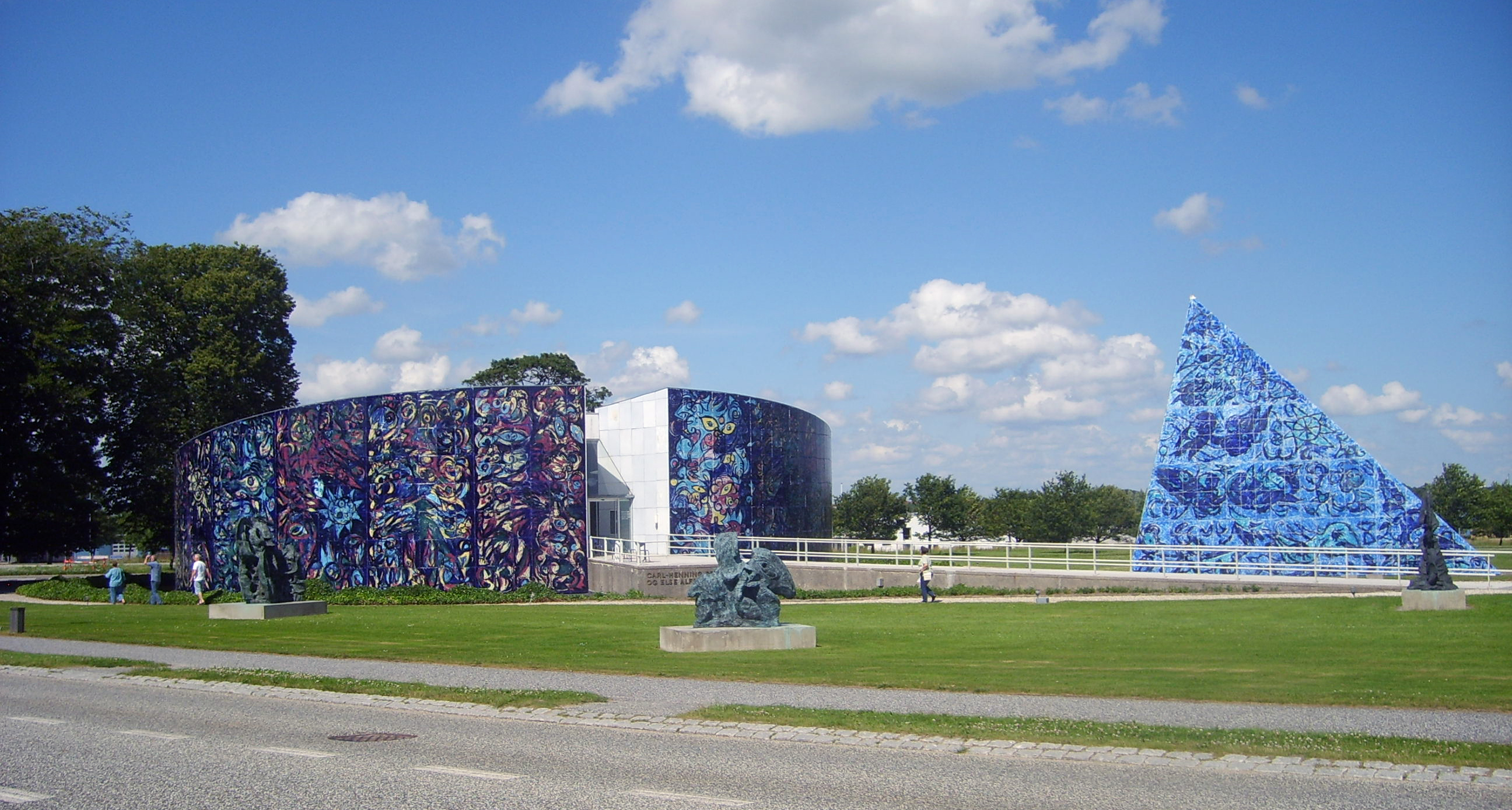
Carl-Henning Pedersen og Else Alfelts Museum.

Else Alfelt var självlärd utöver de teckningslektioner hon tog på Tekniske Skole 1925–1927. Hon tillhörde en grupp konstnärer, tillsammans med Richard Mortensen, Ejler Bille, Egill Jacobsen, Asger Jorn, Erik Thommesen, Henry Heerup och Carl-Henning Pedersen, som i början av 1930-talet initierade den abstrakta konsten i Danmark. Carl-Henning Pedersen gifte hon sig med 1934. Hon debuterade 1936 på Kunstnernes Efterårsudstilling och var med på Høstudstillingen 1942–1946. Senare presenterades hon i ett antal separatutställningar.
I sitt måleri sökte hon uttryck för människans inre väg och använde ofta bergets, klotets och spiralens former. Hon hämtade inspiration från naturen och är särskilt känd för sina stiliserade, abstrakta bergslandskap. Trots abstraktionsgraden kan man i regel tydligt se det grundläggande motivet. Studieresor till Lappland 1945, Italien och Japan 1967 fick stor betydelse för hennes målarkonst. Hennes inte sällan lysande kolorit dominerades ofta av blå, gröna och gula nyanser. Hon utförde flera mosaikdekorationer. Den första, och största, på en skola i Rungsted som ritades av arkitekten Steen Eiler Rasmussen (1956), tillverkades av glasbitar från Murano i Italien som hon själv samlade in och högg av i passande storlek. En annan mosaik finns på Langeliniepavillonen (1958–59) i Köpenhamn.
Mot slutet av sitt liv målade hon mest akvareller. Else Alfelt fick Thorvaldsenmedaljen år 1973.
År 1976 öpnades Carl-Henning Pedersens og Else Alfelts Museum i Birk utanför Herning.